# EfB Ishockey
EfB Ishockey var en ishockeyklub og betegnelsen for eliteafdelingen i Esbjerg Ishockey Klub (EIK) efter Esbjerg fB i 2005 overtog styringen af afdelingen. EfB Ishockey spillede deres hjemmekampe i Granly Hockey Arena med en kapacitet på 4.195 tilskuere, heraf 778 siddepladser. EfB Ishockey ophørte i 2013 som eliteoverbygning for Esbjerg Ishockey Klub og blev afløst af Esbjerg Elite Ishockey, der videreførte holdet i Superisligaen under navnet Esbjerg Energy.
EIK/EfB havde i mange år lokalopgør mod Herning Blue Fox og SønderjyskE, og disse kampe trak ofte mange tilskuere. EfB Ishockey opnåede som bedste resultat en DM-semifinale, som man dog tabte 4-1 i kampe til rivalerne fra Blue Fox, mens den bedste grundspilsplacering blev hentet i 2009-10, hvor EfB kun lige kom i top 4. Af bedste udlændinge kan nævnes Oleg Starkov, der stadig i dag regnes for at være den bedste, der nogensinde har spillet i EIK.
Sæsonen 2012-13 blev den sidste for EfB Ishockey, da fodboldklubben midt i sæsonen meddelte, at de ville sælge ishockeyholdet fra for sæsonen 2013-14, hvilket blev modtaget meget positivt af klubbens fans. Den sidste EfB Ishockey-sæson vil blive husket for holdets forfærdelige start på grundspillet, hvor man tabte 10 kampe i streg, men hvor indkøbet af Alex Nikiforuk (hjulpet af klubbens fans), gav ny vilje og tro. Cheftræner Olaf Eller vandt 36 point de sidste 16 kampe i grundspillet, hvilket var det bedste nogensinde for klubben.[kilde mangler] Slutspillet blev en krig mellem to af ligaens (på det tidspunkt) stærkeste hold, da holdet løb ind i lokalrivalerne fra SønderjyskE. Rivalerne viste sig dog for stærke, og EfB Ishockey tabte 4-2 i en tæt serie, hvor interessen for ishockey blev genrejst i Esbjerg. 
Bestyrelsesformand Christian Rølmer Christensen stiftede efterfølgende klubben CRC Hockey ApS (der med tiden blev til Esbjerg Elite Ishockey A/S) sammen med en række investorer, som har som mål at genrejse et nyt eliteishockeyhold i Vestjylland. 
EfB ishockey vandt ikke nogen medaljer, mens de deltog i den bedste række.